# Chiharu Hokaze
Chiharu Hokaze (帆風千春 Hokaze Chiharu?,  Hyōgo; 10 de abril de -) es una cantate y actriz de doblaje japonesa, forma parte del grupo de idols virtuales 22/7, las cuales debutaron el 2017. Representan un grupo de ocho chicas adolescentes con estética semejante al anime.
Hozake interpreta el papel de Reika Satō (佐藤 麗華 Satō Reika?), una colegiala de 17 años delegada de los alumnos y muy buena estudiante. Reika fue diseñada por Hirokazu Koyama.